# Максимович, Болеслав Иванович
Болеслав Иванович Максимович (р. 12.02.1934) — советский металлург, учёный, лауреат Ленинской премии.
Окончил Киевский политехнический институт (1958). Кандидат технических наук (1963).
С 1958 года работал в Институте электросварки им. Патона АН УССР.
Ленинская премия 1963 года — за участие в разработке и внедрении в промышленность принципиально нового высокоэффективного способа повышения качества специальных сталей и сплавов электрошлакового переплава расходуемых электродов в металлической водоохлаждаемой изложнице (кристаллизаторе).
Один из консультантов при сооружении памятника Родина-мать в Киеве (1981).
Соавтор книги: Электрошлаковый переплав [Текст] / Б. И. Медовар, Ю. В. Латаш, Б. И. Максимович, Л. М. Ступак ; Под ред. лауреата Ленинской премии акад. Б. Е. Патона. — Москва : Металлургиздат, 1963. — 170 с. : ил.; 22 см.